# Adam Carolla

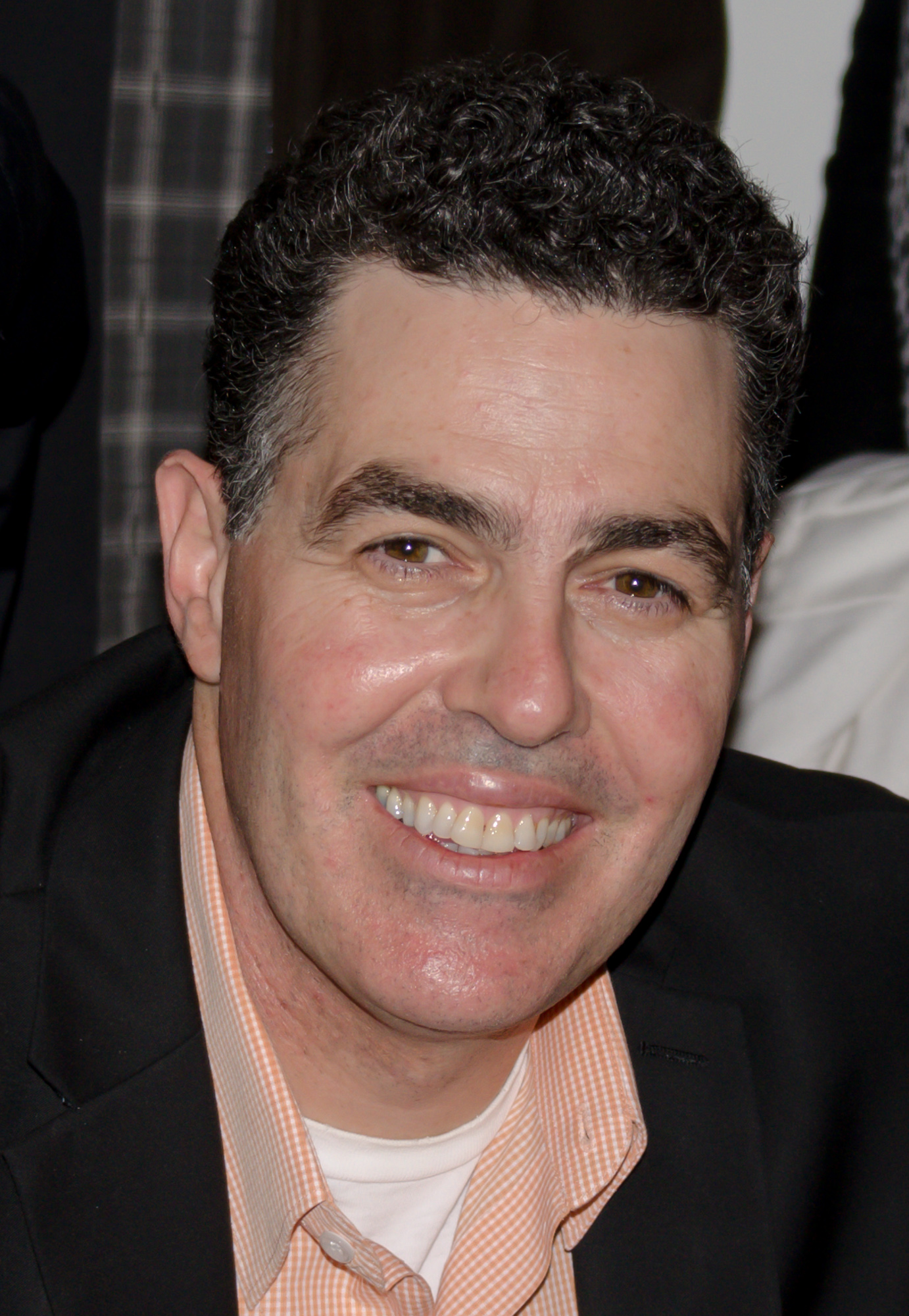
Adam Carolla

Adam Carolla (* 27. Mai 1964 im Los Angeles County, Kalifornien) ist ein US-amerikanischer Komiker, Autor, Moderator, Filmproduzent, Synchronsprecher, Schauspieler und Regisseur. Er moderiert die gleichnamige The Adam Carolla Show, die im Guinness-Buch der Rekorde als meistgedownloadeter Podcast eingetragen ist.

## Leben
Adam Carolla wuchs im Stadtteil North Hollywood auf, besuchte dort die Colfax Elementary School, später die Walter Reed Middle School. Sein Abitur machte er an der North Hollywood High School, erhielt es aber erst Jahre später aufgrund einer Bibliothekstrafe. Zum Spaß trug er beim Führerscheinantrag als Zweitname „Lakers“ ein. Im Alter von 18 Jahren lebte er bereits in einer WG, währenddessen besuchte er kurzzeitig das Los Angeles Valley College. Anfang der 1990er traf er während seines Studiums in einer Improvisations-Gruppe die Komikergruppe „The Groundlings“. In seiner Freizeit war er als Boxtrainer engagiert, unter anderem trainierte er den 1994 von KROQ herausgeforderten Komiker Jimmy Kimmel. Dieser verhalf ihm beim Sender KROQ zu einem Job in der The Kevin & Bean Show.
Im November 2022 nahm Carolla als Avocado an der achten Staffel der US-amerikanischen Version von The Masked Singer teil, in der er den sechsten Platz belegte.

## Filmografie (Auswahl)
Darsteller
- 1998: Verrückt nach Corey (Hairshirt)
- 1998: Art House
- 1999: City, Friends & Sex
- 1999–2014: The Man Show (Fernsehserie, 3 Episoden)
- 2000: Den Einen oder Keinen
- 2002: MADtv (Fernsehserie, Folge 7x16)
- 2002: Frank McKlusky – Mann für besondere Fälle (Frank McKlusky, C.I.)
- 2002: Son of the Beach (Fernsehserie, Folge 3x01 Penetration Island)
- 2003: Windy City Heat
- 2005: The Bernie Mac Show (Fernsehserie, Folge 5x03 Marathon Mac)
- 2006: Farewell Bender
- 2007: The Hammer
- 2007: Head, Heart and Balls... or Why I Gave Up Smoking Pot
- 2008: The Sarah Silverman Program. (Fernsehserie, Folge 2x11 Pee)
- 2009: Ace in the Hole
- 2009: Wild Chicks
- 2010: Cubed (Fernsehserie, Folge 1x31)
- 2010: Untitled Adam Carolla Project
- 2010: Federal Bureau of Manners: The Nod
- 2011: The Car Show (Fernsehserie, Folge 1x12 Luxury for All)
- 2011: Division III: Football’s Finest
- 2014: Bar Rescue (Fernsehserie, Folge 3x36 Scoreboard to Death)
- 2014: Tom Green Live (Fernsehserie, Folge 3x06)
- 2015: Road Hard
- 2016: Going Racing with Adam Carolla (Fernsehserie, 6 Episoden)
- 2022: The Masked Singer (Fernsehsendung, Teilnehmer Staffel 8, 6. Platz)

Synchronsprecher
- 2000: Captain Buzz Lightyear – Star Command (Fernsehserie, als Commander Nebula)
- 2000: Buzz Lightyear of Star Command (Videospiel, als Commander Nebula)
- 2000–2014: Family Guy (Fernsehserie, 10 Episoden, als Der Tod)
- 2003–2007: Crank Yankers – Falsch verbunden! (Fernsehserie, 3 Episoden)
- 2004: Untitled Phil Hendrie Project
- 2004: Save Virgil (Kurzfilm, als Virgil)
- 2004–2007: Drawn Together (Fernsehserie, als Spanky Ham)
- 2006: Family Guy Video Game! (Videospiel, als Der Tod)
- 2008: Die Zauberer vom Waverly Place (Fernsehserie, Folge 2x09 Taxi Dance, als Burt the Cab)
- 2009: The Goode Family (Fernsehserie, 2 Episoden)
- 2010: The Drawn Together Movie: The Movie! (als Spanky Ham)
- 2010: Kick Buttowski – Keiner kann alles (Fernsehserie, Folge 1x14, als Einäugiger Jackson)
- 2012: Ralph reichts (als Wynnchel)
- 2012: Family Guy: Back to the Multiverse (Videospiel, als Der Tod)

Drehbuchautor
- 1999–2003: The Man Show (Fernsehserie, 77 Episoden)
- 2002–2007: Crank Yankers – Falsch verbunden! (Fernsehserie, 72 Episoden)
- 2003: Jimmy Kimmel Live! (Late-Night-Show, 73 Episoden)
- 2005: Too Late with Adam Carolla (Fernsehserie, 1 Episode)
- 2007: The Hammer
- 2009: Ace in the Hole
- 2010: Untitled Adam Carolla Project
- 2010: CollegeHumor Originals (Fernsehserie, Folge 1x63 Bathroom Etiquette)
- 2015: Road Hard
- 2015: Winning: The Racing Life of Paul Newman
- 2017: Adam Carolla and Friends Build Stuff Live
- 2018: Oscarverleihung 2018

Regisseur
- 2011: The Birchums
- 2014: The Man Show (Fernsehserie, 8 Episoden)
- 2015: Road Hard
- 2015: Winning: The Racing Life of Paul Newman
- 2016: The 24 Hour War

Produzent
- 2002–2007: Crank Yankers – Falsch verbunden! (Fernsehserie, 70 Episoden)
- 2003: Gerhard Reinke's Wanderlust (Fernsehserie)
- 2003: Windy City Heat
- 2004: Bar Mitzvah Bash!
- 2005: Too Late with Adam Carolla (Fernsehserie, 1 Episode)
- 2005: The Adam Carolla Project (Fernsehserie)
- 2005–2006: The Andy Milonakis Show (Fernsehserie, 16 Episoden)
- 2007: The Hammer
- 2009: Alligator Boots
- 2009: Ace in the Hole
- 2010: Untitled Adam Carolla Project
- 2011: Sports Show with Norm Macdonald (Fernsehserie, 9 Episoden)
- 2011: The Birchums
- 2014–2015: Catch a Contractor (Fernsehserie, 30 Episoden)
- 2015: Road Hard
- 2015: Winning: The Racing Life of Paul Newman
- 2016: The 24 Hour War
- 2016: Going Racing with Adam Carolla (Fernsehserie, 7 Episoden)
- 2017: Adam Carolla and Friends Build Stuff Live (Fernsehserie, 5 Episoden)